# Amdocs

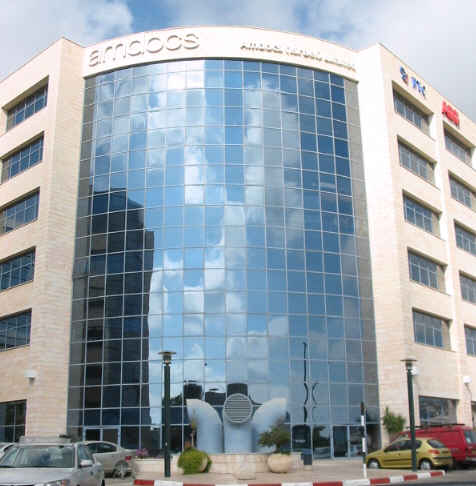
Amdocs-Gebäude in Haifa, Israel

Amdocs Limited ist ein Softwarehersteller und Serviceprovider für Billing, Customer-Relationship-Management (CRM), Business Support System (BSS) und Operations Support System (OSS). Amdocs-Kunden kommen traditionell aus dem Bereich der Telekommunikationsdiensteanbieter wie beispielsweise AT&T, T-Mobile, Vodafone und A1 Telekom Austria.
Amdocs hat etwa 25.000 Mitarbeiter in mehr als 60 Ländern weltweit. Die wichtigsten Standorte befinden sich in Kanada, China, Zypern, Indien, Irland, Israel und in den USA. Die Unternehmenszentrale befindet sich in Chesterfield in Missouri, der offizielle Firmensitz liegt aber aus steuerlichen Gründen auf der britischen Kanalinsel Guernsey.

## Geschichte

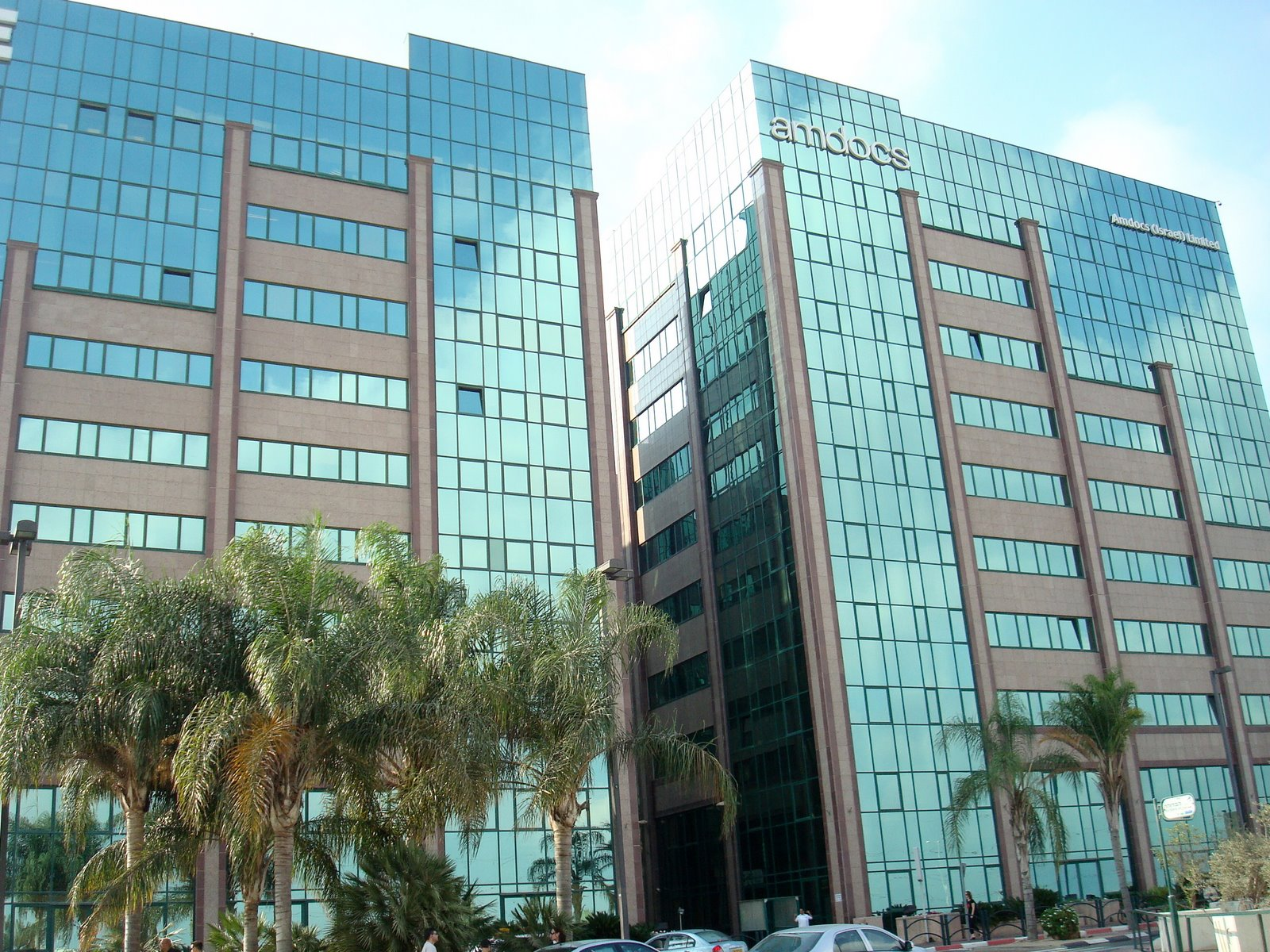
Amdocs-Gebäude in Ra’anana, Israel

Amdocs wurde 1982 als Aurec Information and Directory Systems von Morris Kahn in Israel gegründet und beschäftigte sich mit Verzeichnisdiensten, wie beispielsweise Gelbe Seiten. Die Gelben Seiten heißen in Ivrit דפי זהב, übersetzt Goldene Seiten, was in den ursprünglichen Firma Aurec (von lat. Aurum – Gold) einging.
1984 erstand Southwestern Bell 50 Prozent von Aurec und wurde gleichzeitig Aurecs Hauptkunde. Ab 1988 vertrieb Amdocs Software, 1995 wurde Aurec Information in Amdocs Ltd. umbenannt, der Börsengang folgte im Jahre 1998. Seit 2002 ist Amdocs einer der führenden Hersteller von Software für BRM (Billing and Revenue Management), CRM und Customer Services sowie Order Management für die Telekommunikationsindustrie.

### Übernahmen
Amdocs' Geschichte und Produktportfolio ist durch eine Reihe von Unternehmensübernahmen und Produkteinkäufen gekennzeichnet. Die größten und auswirkungsreichsten davon waren die Übernahme von Architel und International Telecommunications Data Systems im Jahre 1999, die Übernahme von Solect Technology Group im Jahre 2000, dem Kauf von Clarify CRM von Nortel Networks im Oktober 2001, der Einkauf von DST Innovis, einem Billingsystem, von DST Systems im Juli 2005, die Übernahme von Qpass, einem Content- und Billing-Spezialisten, im April 2006 sowie die Übernahme von Cramer Systems, einem OSS-Hersteller im August 2006.
Durch diese Einkäufe und Übernahmen wurde Amdocs zu einem der weltweit führenden Hersteller von CRM-, Billing- und BSS-/OSS-Software.

## Produkte und Services
Amdocs aktuelle Hauptprodukte gruppieren sich um das Produkt „Customer Experience Systems“ (CES), welches erstmals als CES 7.5 im Januar 2008 vorgestellt wurde. CES ist eine komplette Produkt- und Service-Suite für Customer-Relationship-Management (CRM), Customer-Self-Services, Business- und Operations-Support-Systeme sowie eine mobile Werbe-, Verkaufs- und Unterhaltungsplattform.
Die Amdocs-Produkte gliedern sich in die folgenden Produktkategorien:
- Amdocs Billing
- Amdocs Self Service
- Amdocs Ordering
- Amdocs CRM
- Amdocs OSS
- Amdocs Search and Digital Advertising
- Amdocs Portal

Amdocs gliedert sich in die folgenden Servicebereiche:
- Amdocs Consulting & Technology:
  - Business Transformation
  - Systems Integration
  - Product Configuration
- Amdocs Product Services:
  - Professional Services
  - Product Support
- Amdocs Strategic Sourcing:
  - Business Process Operations
  - Application Management
  - IT & Infrastructure Management